# إد هانسن
إد هانسن (بالإنجليزية: Ed Hansen)‏ هو مخرج أمريكي، ولد في 30 يناير 1937، وتوفي في 16 ديسمبر 2005 بسبب سرطان المثانة.

## وصلات خارجية
- إد هانسن على موقع IMDb (الإنجليزية)
- إد هانسن على موقع أول موفي (الإنجليزية)
- إد هانسن على موقع قاعدة بيانات الفيلم (الإنجليزية)
- إد هانسن على موقع كينوبويسك (الروسية)